# Jablan, Mirna Peč
Jablan este o localitate din comuna Mirna Peč, Slovenia, cu o populație de 146 de locuitori.